# Modoka
A Modoka holland független videojáték-fejlesztő és -kiadó cég, amelynek székhelye Zwolle-ban, Hollandiában található.
A szoftverfejlesztés mellett a cég specializálódik játékok és szoftverek nyelvi lokalizációjára is. A Modoka 2012-ben alakult és leginkább a Saddies: Attack!! játékáról ismert. A Modoka főként mobiljátékokat fejleszt és ad ki, de jelentek meg játékaik Windows-ra és MacOS X-re is.

## Történet
A Modoka korábban Lumodokate Studios néven alakult 2012. december 19-én, egy kis holland indie játék- és Homebrew játékfejlesztő csoporttal, akik korábban Homebrew játékokat készítettek a PlayStation 3, Wii és leginkább hordozható eszközökre, mint például a Nintendo DS és a PlayStation Portable. Amikor a játékokat PC-re portolták, úgy döntöttek, hogy játékfejlesztő stúdiót alapítanak, hogy újra létrehozzák korábbi Homebrew játékaikat mobiljátékokként, és újra kiadják a klasszikus MS-DOS játékokat mobilra.
2014 óta a stúdió úgy döntött, hogy fókuszát inkább a digitális terjesztésre helyezi. A Modoka megállapodásokat kötött különböző független játékfejlesztőkkel, hogy kiadják Androidos mobiljátékaikat. Az egyezségek után néhány hét múlva a Amazon Kindle Fire készülékekre is elérhetővé váltak az Amazon Appstore-ban. Néhány héttel később a cég Modoka névre változtatta nevét, rövidebb név iránti előnyös preferenciájuk miatt. Korábban kiadott játékaikat új névvel újra kiadták. A Modoka együttműködött a bolgár játékfejlesztő Imperia Online Ltd-vel, és tervezik, hogy kiadják az Imperia Online videojátékot MIUI készülékekre.
Az első nagy címe, a Saddies: Attack!! 2017 januárjában jelent meg Microsoft Windows-ra kizárólag a Gamersgate-en, mint egy ingyenes játék az újonnan regisztrált felhasználók számára. A Volvo – The Game (amelyet a Sector3 Studios fejlesztett) mellett a Saddies: Attack!! az egyetlen ingyenes videójáték a GamersGate-en. A videójáték mobil verziója hat hónappal később jelent meg az Android telefonokra a Google Play Áruházban.

## Termékei
- 2014 : BubbleXrush
- 2017 : Saddies: Attack!!
- 2017 : Projectile Guardian
- 2017 : Imperia Online
- 2019 : Desert Runners
- 2019 : KarolBall
- 2019 : Lost Knight
- 2019 : BDEF: Base Defenders
- 2021 : Swiple
- 2021 : Atomic Flame Deluge